# Tissu osseux
Comme tout tissu conjonctif, les tissus osseux sont constitués de cellules dispersées dans une matrice extracellulaire abondante.
La substance fondamentale, mêlée à des protéines principalement constituées de collagène, subit un durcissement par imprégnation de sels de calcium, ce qui différencie les tissus osseux des autres classes de tissus conjonctifs que sont les tissus conjonctifs proprement dits et les tissus cartilagineux.
Le tissu osseux s'organise en deux grandes structures d'os : cortical ou spongieux. Dans son organisation interne, trois classes différentes coexistent chez l'être humain : tissu osseux tissé (dit aussi réticulaire) disparaissant rapidement au profit des deux autre, tissu lamellaire regroupé ou non en ostéons cylindriques. Il existe chez les grands mammifères un tissu fibro-lamellaire, composé d'une alternance de tissu réticulaire et de tissu lamellaire.  
Il constitue une réserve phosphocalcique pour le corps humain, puisqu'il concentre 98 % du calcium du corps et 85 % (=500 g) du phosphore.

## Éléments constitutifs

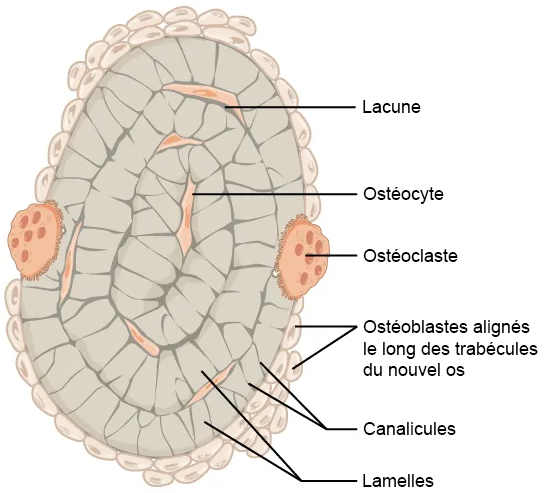
Schéma du tissu osseux

Les cellules des tissus osseux comprennent des cellules fixes (ostéoblastes et ostéocytes) ou étrangères (ostéoclastes).
La matrice extracellulaire ou substance osseuse est formée d'une partie organique (fibres de collagène de type I et substance fondamentale) et d'une partie minérale (principalement des sels de calcium). Cette matrice est peu hydratée : le tissu osseux est constitué à 50 % d'eau, ce qui en fait un des tissus les moins hydratés après l'émail des dents. cette faible hydratation est due à la faible teneur en protéoglycanes tels que le chondroïtine sulfate présent à l'inverse en grande quantité dans le tissu cartilagineux.

## Classification
Il existe trois catégories de tissus osseux qui se distinguent par le degré de maturation et/ou le mode d'organisation : le tissu osseux réticulaire, le tissu osseux lamellaire et le tissu osseux spongieux.

### Tissu osseux réticulaire
Souvent appelé os immature ou encore tissu osseux tissé. Il est mécaniquement faible. Les cellules de ce tissu sont nombreuses et disposées sans ordre. La matrice est peu minéralisée, contient des faisceaux de fibres de collagène à disposition aléatoire.
Ce type d'os existe au cours de développement. Il a généralement une durée de vie courte car il disparait pour être remplacé par un tissu osseux lamellaire.

### Tissu osseux lamellaire

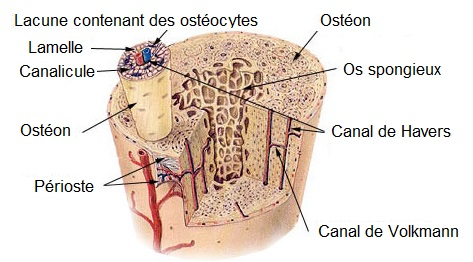
Structure microscopique de l'os compact.

Beaucoup plus abondant, il forme 90 % du tissu osseux de l'organisme. La matrice osseuse occupe 95 % du volume de ce tissu. Il est mécaniquement résistant, caractérisé par une matrice minéralisée disposée en lamelles parallèles et concentriques :
- l'os lamellaire compact (haversien) : c'est un tissu qui n'est jamais primaire mais qui apparait au cours du développement en remplacement d'un tissu osseux préexistant. Il est principalement constitué des ostéones ou système de Havers qui sont faits de 4 - 20 lamelles osseuses cylindriques disposées concentriquement autour du canal de Harvers.
Les canaux du Harvers contiennent des capillaires sanguins et des nerfs amyéliniques enrobés dans un tissu conjonctif lâche. Ils sont reliés entre eux, avec la cavité médullaire et avec la surface de l'os par des canaux transversaux ou obliques : les canaux de Volkmann.
Dans les ostéones les fibres de collagène sont arrangées parallèlement dans une lamelle. Entre les lamelles se situent les ostéplastes contenant les ostéocytes disposés parallèlement au grand axe de lamelles.
Les ostéones sont disposées parallèlement les unes aux autres et parallèlement au grand axe des diaphyses des os longs ;

- l'os lamellaire compact (non haversien) : la diaphyse des os longs est bordée extérieurement et intérieurement par des lamelles osseuses concentriques à la cavité médullaire et qui séparent les systèmes haversiens de l'endoste et du périoste. Ces lamelles forment le système circonférentiel (ou fondamental) interne et le système circonférentiel (ou fondamental) externe.

### Tissu osseux spongieux
Représente 10 % du squelette chez l'adulte, la matrice osseuse forme 20 % du volume de ce tissu.
Il est essentiellement dans les os courts et les os plats (sternum) ainsi que dans les épiphyses des os longs.
La partie solide est constituée de tissu osseux lamellaire, et les cavités, de forme et de tailles irrégulières sont communicantes entre elles et sont occupées par la moelle osseuse et les vaisseaux.
L'épaisseur des lamelles et leur espacement varie selon les espèces. 

## Ostéogenèse

### Généralités
L'ostéogenèse, ou formation du tissu osseux, utilise un processus de métaplasie au cours duquel un tissu conjonctif est transformé en tissu osseux.
Trois types d'ossifications se distinguent au cours de la vie :
- l'ossification primaire : Deux types selon le modèle (cartilagineux ou conjonctif) : peut être soit endochondrale (se fait à partir de tissu cartilagineux préexistant), soit endoconjonctive (par hypertrophie, condensation et différenciation ostéogénique de cellules mésenchymateuses). Cette phase d'ossification primaire se fait pendant l'embryogénèse ;
- l'ossification secondaire : il y a destruction du tissu osseux primaire non lamellaire néoformé par les premiers ostéoclastes puis reconstruction par des ostéoblastes d'un tissu osseux secondaire lamellaire (compact, spongieux ou haversien). Il y a donc remplacement du premier tissu osseux. Ceci se fait également pendant l’embryogenèse ;
- l'ossification tertiaire : que l'on appelle aussi le remodelage osseux permanent. C'est l'équilibre permanent entre la construction et la destruction pendant toute la vie (par exemple lors de la croissance ou lors d'une fracture il y a plus de construction que de destruction, alors que pendant la sénescence c'est l'inverse : exemple de l'ostéoporose).

Chez l'homme, la synthèse de la matrice osseuse a lieu dès la phase embryonnaire et atteint un « pic de masse osseuse » en moyenne deux ans après la puberté chez la femme, trois chez l'homme, ce qui explique la taille plus grand de ce dernier qui a des os plus solides. Chez l'adulte, 10 % de la masse osseuse se renouvelle annuellement. Le remodelage osseux permet de maintenir l'homéostasie calcique et de conserver l'intégrité du squelette. Le capital osseux diminue avec l'âge (ostéoporose), la femme perdant environ 40 % de son capital osseux entre 40 et 80 ans alors qu'il est de 5 à 30 % chez l'homme.

### Aspects biochimiques du remodelage osseux: hémostasie
L'homéostasie osseuse est un processus de régulation complexe médié par de multiples facteurs et le microenvironnement local. Le tissu osseux se remodèle constamment et les ostéoblastes, ostéoclastes et les ostéocytes sont les principaux types de cellules impliqués dans ce processus de remodelage . Au cours du processus de remodelage osseux, des zones  de l'os sont dégradées par les ostéoclastes et remplacées par l'os régénéré induit par les ostéoblastes, permettant ainsi la réparation et la régénération osseuses. Les ostéoblastes sont principalement responsables de la synthèse des protéines et de la sécrétion matricielle pour créer de nouveaux os et maintenir l'intégrité des tissus squelettiques . Par la suite, les ostéoblastes matures peuvent se différencier davantage en ostéocytes qui sont les cellules les plus abondantes dans le tissu osseux . Les ostéocytes forment un réseau lacunaire-canaliculaire reliant les ostéocytes voisins au sein du tissu osseux et les ostéoblastes et les ostéoclastes à la surface osseuse . Les ostéoclastes  agissent comme des orchestrateurs osseux et initient un remodelage modulé par divers facteurs bioactifs locaux et circulants qui contribuent à l'homéostasie osseuse. Il est à noter que les ostéocytes ajoutent des « lignes de ciment » dans la matrice osseuse remodelée qui définissent les ostéons réorganisés. Cette organisation est soutenue par des jonctions intercellulaires et desmosomes entre les ostéoblastes et les ostéocytes, assurant la communication intercellulaire et renforçant la séparation de la matrice extracellulaire à l'échelle du système .

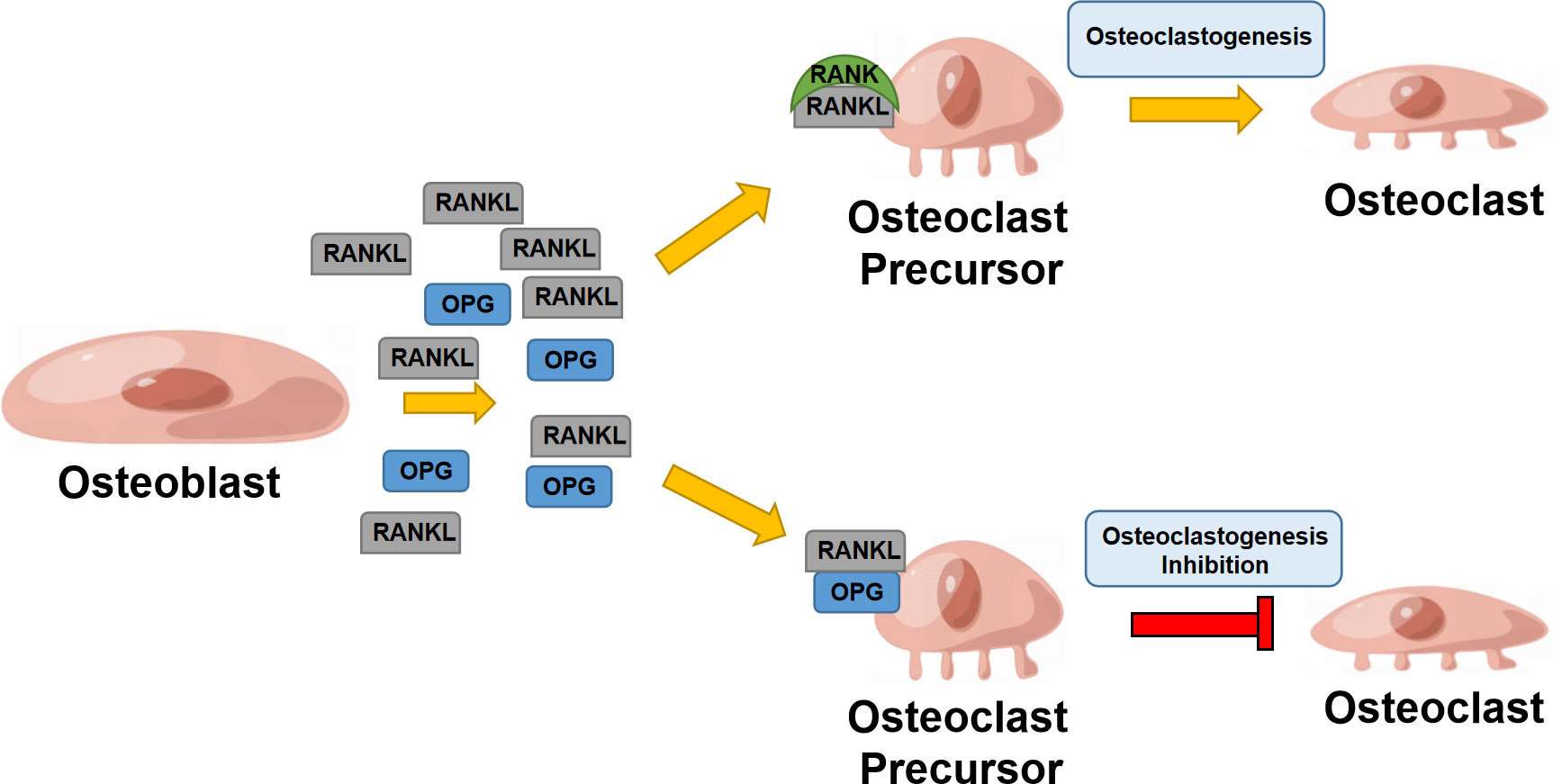
L'ostéoblaste sécrète la protéine RANKL qui se lie au récepteur RANK, permettant la maturation de l'ostéoclaste ; les ostéoblastes sécrètent également de l'ostéoprotégérine, empêchant la liaison de RANKL à RANK et inhibant la maturation de l'ostéoclaste.

Le maintien de l'homéostasie osseuse est régulé par divers facteurs interne et externe de l'os, et l'équilibre entre la résorption osseuse et la formation osseuse joue un rôle irremplaçable dans ce processus,. Mise en évidence en 1997, le triplet formé par la protéine RANK, son ligand RANKL et l'ostéoprotégérine est le principal facteur régulant l'homéostasie .
RANKL est un facteur de différenciation des ostéoclastes. Lorsque RANKL se lie à son récepteur RANK, il active des cascades de signalisation intracellulaire dans les cellules précurseurs de l'ostéoclaste pour induire la formation d'ostéoclaste et accélère la résorption osseuse . L'ostéoprotégérine en tant que récepteur compétitif de RANKL, réduit la formation et l'activité des ostéoclastes en inhibant la liaison du récepteur RANKL-RANK . RANKL est sécrétée  par les ostéoblastes, mais aussi par d'autres cellules comme les lymphocytes T activés, mais RANKL existe aussi sous le forme de récepteur . RANK est capable de se lier à RANKL et recrute le facteur 6 associé au récepteur TNF (TRAF6) ; TRAF6  active les voies de signalisation de NF-κB,, de la famille des protéines kinases activées par les mitogènes .RANK existe aussi chez les cellules endothéliales vasculaires, les cellules mammaires et les cellules immunitaires . Outre la régulation du remodelage osseux, RANK est impliqué dans la réponse immunitaire et le développement des glandes mammaires . L'ostéoprotégérine ,une glycoprotéine de 60 KDa appartenant à la superfamille du facteur de nécrose tumorale, est sécrétée par les ostéoblastes mais aussi par les cellules lymphoïdes.
Les ostéoblastes participent à la modulation du remodelage osseux en formant la matrice osseuse. En particulier, les ostéoblastes sont principalement responsables du dépôt de cristaux de phosphate de calcium comme l'hydroxyapatite et de la production de composants de la matrice osseuse comme le collagène de type I . Par la suite, lorsque la matrice osseuse entre dans la phase de minéralisation, les ostéoblastes contribuent à la production de nombreuses protéines étroitement liées à la matrice minéralisée. Les ostéoblastes  sont responsables de l'ostéoclastogenèse et de la survie des ostéoclastes matures. Les ostéoblastes produisent le RANKL, qui peut induire la différenciation des précurseurs des ostéoclastes en ostéoclaste mature  en interagissant avec RANK. Par la suite, la formation de l’axe RANK-RANKL peut en outre induire la trimérisation de RANK et l’activation de TRAF6. De plus, la modulation du rapport RANKL/OPG est un moyen important pour les ostéoblaste de réguler la formation des ostéoclastes . Les ostéoblastes synthétisent l'ostéoprogétérine, qui agit comme récepteur compétitif de la liaison RANK/RANKL, inhibant ainsi l'activation de RANK et améliorant l'activation des ostéoclastes .
Une fois le dépôt osseux terminé, les ostéoblastes restent piégés dans la matrice et deviennent des ostéocytes, présentant de vastes processus dendritiques par lesquels ils communiquent avec d'autres cellules osseuses. En effet, les ostéocytes sont les principales cellules capables de détecter les stimuli mécaniques et hormonaux, auxquels ils répondent en régulant l'activité des ostéoblastes et des ostéoclastes . À cet égard, les ostéocytes expriment la cytokine RANKL pour soutenir l'ostéoclastogenèse, même en quantité plus élevée que les cellules stromales de la moelle osseuse .

## Cas pathologiques
- Ostéoporose :
  - fréquent avec l'âge ;
  - le tissu osseux s'amoindrit progressivement avec des parois de plus en plus fines et de moins en moins minéralisées : l'os perd de sa résistance et les fractures sont fréquentes aux niveaux des vertèbres et du fémur.
- Ostéopétrose :
  - plus rare ;
  - lié à un certain désordre métabolique/génétique, qui conduit à des os qui sont trop denses, trop minéralisés et cela entraîne des fractures, des hypocalcémies et des insuffisances médullaires (insuffisance de production des cellules hématopoïétiques).

## Remarques
Le périoste est le tissu conjonctif proprement dit qui entoure l'os.
Tissus cartilagineux et osseux peuvent éventuellement se rencontrer au voisinage l'un de l'autre au niveau des coupes histologiques. Ces deux tissus partagent une caractéristique morphologique commune puisqu'ils sont formés par des cellules logées dans des cavités dispersées dans la matrice extracellulaire. Plusieurs caractéristiques permettent toutefois de les discerner l'un de l'autre.